# Thiago Oliveira
Thiago Oliveira (São Paulo, 29 de julho de 1984) é um jornalista e apresentador brasileiro.

## Carreira
Em 2001, passou no vestibular para Rádio e TV na Universidade Anhembi Morumbi, formando-se em 2004. Logo depois fez pós-gradução em Jornalismo pela Faculdade Cásper Líbero.
Em 2002, começou a trabalhar na Rádio Sucesso, apresentando o programa Esporte Show.
Em 2004, se torna produtor e repórter do programa Sônia e Você, apresentado por Sônia Abrão na Rede Record.
Em 2006, assinou com a TV Gazeta e começou a apresentar o programa de vendas BestShop TV ao lado de Viviane Romanelli e Cláudia Pacheco, no qual ficou por quatro anos.
Em 2010, apresenta para a direção da emissora um projeto esportivo, o Super Esporte, o qual é aprovado e começa a ser apresentado e produzido por Thiago nas noites de segunda à sexta-feira. Em 2012, visando conquistar um público maior, o programa passou para a faixa da meio-dia, concorrendo diretamente com outros programas do mesmo gênero. Em novembro de 2013, Thiago foi demitido do canal e substituído no programa por Anita Paschkes.
Em 2014, assinou com o SporTV para comandar o Tá na Área a partir de 24 de março.
Em 2015, começou a apresentar o bloco de notícias esportivas carioca do Troca de Passes. Thiago Oliveira ficou até fevereiro de 2018, quando foi contratado pela Globo São Paulo onde faz também reportagens.
Em 30 de abril de 2018, com a saída de Abel Neto para o Fox Sports, assumiu o quadro de esportes do Bom Dia São Paulo. e durante a Copa do Mundo de 2018 esteve no Hora Um, onde seu desempenho durante essa competição fez com que fosse efetivado comandando o quadro de esportes. Oliveira ficou até fevereiro de 2021, quando foi anunciado como novo apresentador do bloco SP do Esporte Espetacular.
Em abril de 2022, passa a apresentar o programa É de Casa, com Maria Beltrão, Rita Batista e Talitha Morete.
Em 2024 fez sua estreia como apresentador das produções globo no festival de musica Lollapalooza.
Em 2025 foi convidado pela Globo para apresentar um programa de recortes do BBB25, "Flash BBB"
Vida pessoal
Em 2015 começou a namorar a publicitária Yasmin Calil, com quem foi casado entre 2018 e 2019.
Desde 2020 namora a produtora Bruna Matuti. Em 4 de dezembro de 2022, se casaram em cerimônia íntima. No mesmo mês, descobiriram ser pais de uma menina.

## Filmografia
| Ano           | Título               | Cargo        | Nota                          |
| ------------- | -------------------- | ------------ | ----------------------------- |
| 2002-04       | Rádio Sucesso/cidade |              |                               |
| 2004–06       | Sônia e Você         | Repórter     |                               |
| 2006–10       | BestShop TV          | Apresentador |                               |
| 2010–13       | Super Esporte        | Apresentador |                               |
| 2014–18       | Tá na Área           | Apresentador |                               |
| 2015–18       | Troca de Passes      | Apresentador |                               |
| 2018–21       | Hora Um              | Colunista    | Quadro: Esportes              |
| 2018–21       | Bom Dia São Paulo    | Colunista    | Quadro: Esportes              |
| 2021          | Esporte Espetacular  | Apresentador |                               |
| 2021–22       | Mais Você            | Colunista    | Quadro: Esportes              |
| 2021–22       | Fantástico           | Repórter     | Quadro: "O Som da Minha Vida" |
| 2022–presente | É de Casa            | Apresentador |                               |
| 2022          | Cara e Coragem       | Ele mesmo    | Participação Especial         |
| 2023          | Dança dos Famosos    | Participante | Temporada 20                  |
| 2023          | Vai na Fé            | Ele mesmo    | Participação Especial         |
| 2023          | Fuzuê                | Ele mesmo    | Participação Especial         |
| 2024          | Lollapalooza         | Apresentador |                               |
| 2025          | BBB25                | Apresentador | Comando do quadro Flash BBB   |

## Rádio
| Ano     | Título       | Cargo        | Nota          |
| ------- | ------------ | ------------ | ------------- |
| 2002–04 | Esporte Show | Apresentador | Rádio Sucesso |

## Prêmios e indicações
| Ano  | Prêmio                     | Categoria                       | Resultado | Ref.          |
| ---- | -------------------------- | ------------------------------- | --------- | ------------- |
| 2011 | Troféu Raça Negra          | Jornalista do Ano               | Venceu    | [ 30 ]        |
| 2013 | Prêmio Jovem Brasileiro    | Apresentador Esportivo          | Venceu    | [ 31 ] [ 32 ] |
| 2013 | Prêmio África Brasil       | Jornalista Televisivo           | Venceu    | [ 33 ]        |
| 2015 | Melhores do Telejornalismo | Apresentador de Canal Esportivo | Venceu    | [ 34 ]        |
| 2016 | Troféu G São Paulo         | Jornalista Mais Gato            | Venceu    | [ 35 ]        |
| 2021 | Prêmio Comunique-se        | Esportes: Mídia Falada          | Indicado  | [ 36 ]        |
|      |                            |                                 |           |               |